# Ormetica pallidifasciata
Ormetica pallidifasciata là một loài bướm đêm thuộc phân họ Arctiinae, họ Erebidae.